# Las Vegas (Ayabaca)
Las Vegas es un caserío peruano ubicado en el distrito de Sícchez, perteneciente a la provincia de Ayabaca del departamento de Piura, al norte del Perú. 

## Ubicación
Las Vegas se ubica al norte de la provincia de Ayabaca, en el distrito de Sícchez, en el departamento de Piura.

## Demografía
En 2017 Las Vegas tenía una población de 96 habitantes.
| Gráfica de evolución demográfica de Las Vegas entre 1993 y 2017 |
|                                                                 |
| Fuentes: Población 1993 y 2017                                  |